# Steakkniv
En steakkniv er en skarp bordkniv, der bruges til at skære bøffer med. Den har ofte et savtakket blad og træhåndtag og er de eneste skarpe knive, som bruges som bestik i moderne borddækning.

## Historie
Specialiserede steakknive begyndte at fremkomme i USA efter første verdenskrig. Før første verdenskrig var alle bordknive skarpe, men det krævede regelmæssig slibning og polering. Da hushjælp og tjenestefolk forsvandt, forsvandt knivene, der krævede for meget vedligehold. 
Efter anden verdenskrig kom savtakkede knive i rustfrit stål, som hverken skulle slibes eller poleres, og de blev hurtigt en succes. I 1950'erne blev varmebehandling af rustfrit stål introduceret. Det gjorde det muligt at lave skarpe knive uden savtakker. Men de savtakkede steakknive var så udbredte, at man fortsatte med at producere dem.